# Belle River (Île-du-Prince-Édouard)
Pour les articles homonymes, voir Belle River.
Belle River est une communauté dans le comté de Queens de l'Île-du-Prince-Édouard au Canada, au sud-ouest de Murray River.